# Familia de palabras
La familia de palabras, también llamada familia léxica, es un conjunto de palabras que comparten la misma raíz, como por ejemplo claro, claridad, claramente, aclarar, aclaración y clarificar, que constituyen una familia de palabras por presentar la misma raíz, -clar-, y esto explica los rasgos comunes en su significado. En otras palabras, una familia léxica son aquellas palabras que derivan de otra, típicamente añadiendo morfemas derivativos, es decir, prefijos, sufijos e interfijos.
La familia de palabras se diferencia en palabras primitivas y palabras derivadas. La palabra primitiva es la palabra que da origen a nuevas palabras, y se forma así la familia de palabras con rasgos comunes en su significado. La palabra primitiva acarrea con la mayor información semántica. La palabra derivada es una palabra formada a partir de una palabra primitiva, por lo tanto están estrechamente relacionadas.